# Akademia Leszczyńskiego
Akademia Leszczyńskiego – akademia rycerska założona przez Stanisława Leszczyńskiego. Istniała w latach 1737-1766, znajdowała się w Lunéville (Francja). Uczyli się w niej Polacy, jak i Francuzi – uczelnia ta szkoliła młodzież. Prawidłowa nazwa to: Akademia Stanisława – istnieje do dzisiaj.
Do Akademii Stanisława jako jeden z pierwszych złożył akces Monteskiusz (gość Stanisława w Luneville), którego dzieło „O duchu praw” z 1745 roku jest wyraźnie inspirowane dziełem Stanisława Leszczyńskiego „Głos wolny wolność ubezpieczający” z 1733 roku.
Szkoła Rycerska Stanisława Leszczyńskiego w Luneville miała za zadanie kształtować charakter młodego człowieka – kadeta, mniej poświęcając uwagi zdobyciu przez niego wykształcenia. Jak mawiał Jean-Jacques Rousseau (gość Stanisława w Luneville), nie warto kształcić ludzi niecnych („za dużo mamy ludzi wykształconych, a za mało zacnych”).
Stanisław Leszczyński, tak na poziomie nauczycieli, jak uczniów przykładał wagę do prawości, cnoty, w myśl filozoficznej zasady, że życie jest praktykowaniem cnoty.